# Seven (phim 2019)
Seven là một phim kinh dị song ngữ Ấn Độ 2019 được làm bằng tiếng Telugu và tiếng Tamil. Phim 7 được đạo diễn và quay bởi Nizar Shafi, được sản xuất bởi Sri Green Productions. Diễn viên chính Havish trong vai chính, và Rahman đóng vai một sĩ quan cảnh sát với Nandita Swetha và Regina Cassandra đóng vai các nhân vật nữ chính.

## Nội dung
Trong khi điều tra một người đàn ông bí ẩn tên Karthik, một sĩ quan cảnh sát đang hoang mang trước những tuyên bố mâu thuẫn về danh tính của anh ta. Một số người phụ nữ trẻ dường như có một mối liên hệ bí ẩn với anh ta, và một ông già tuyên bố rằng anh ta biết Karthik là Krishnamurthy, người đã chết ba mươi năm trước. Đỉnh cao làm sáng tỏ câu chuyện có thật đằng sau mặt tiền của sự dối trá và lừa dối này.

## Diễn viên
- Havish vai Karthik
- Rahman vai Vijay Prakash
- Regina Cassandra vai Saraswathi
- Nandita Swetha vai Ramya
- Anisha Ambrose vai Jenny
- Tridha Choudhury vai Priya
- Pujita Ponnada vai Bhanu
- Aditi Arya vai Abhinaya

## Sản xuất
Bộ phim bắt đầu được sản xuất dưới dạng một bộ phim tiếng Telugu,sau đó bộ phim đã trở thành song ngữ sau khi nhà sản xuất MS Sharavanan bày tỏ sự quan tâm đến việc làm bộ phim bằng tiếng Tamil.

### Nhạc phim
Phần âm nhạc được biên soạn bởi Chaitan Bharadwaj.
| Danh sách bài hát tiếng Telugu | Danh sách bài hát tiếng Telugu | Danh sách bài hát tiếng Telugu    | Danh sách bài hát tiếng Telugu |
| STT                            | Nhan đề                        | Ca sĩ                             | Thời lượng                     |
| ------------------------------ | ------------------------------ | --------------------------------- | ------------------------------ |
| 1.                             | "Sampaddhoy Nanne"             | Madhushree                        |                                |
| 2.                             | "Idhivarakepudu"               | Haricharan, Deepthi Parthasarathy |                                |
| 3.                             | "Varshinchana"                 | Haricharan, Alisha Thomas         |                                |

Tất cả lời bài hát được viết bởi Niranjan Bharathi.
| Danh sách bài hát tiếng Tamil | Danh sách bài hát tiếng Tamil | Danh sách bài hát tiếng Tamil     | Danh sách bài hát tiếng Tamil |
| STT                           | Nhan đề                       | Ca sĩ                             | Thời lượng                    |
| ----------------------------- | ----------------------------- | --------------------------------- | ----------------------------- |
| 1.                            | "En Aasai Macha"              | Madhushree                        | 3:41                          |
| 2.                            | "En Aasai Macha"              | Haricharan, Deepthi Parthasarathy | 3:12                          |
| 3.                            | "Udhiranae Nee"               | Haricharan, Alisha Thomas         | 3:32                          |
| Tổng thời lượng:              | Tổng thời lượng:              | Tổng thời lượng:                  | 10:24                         |